# Tratados de Örebro
Los Tratados de Örebro fueron firmados el 18 de julio de 1812 para poner fin formalmente a la guerra anglo-rusa (1807-1812) y a la guerra anglo-sueca (1810-1812), ambas parte de las guerras napoleónicas.
Los tratados fueron redactados en francés, la lingua franca de la diplomacia en esa época. La traducción oficial en inglés dejó de lado el signo diacrítico de Örebro y usó el nombre Tratado de Orebro.